# Додаткові призи чемпіонату України з футболу
Додаткові призи чемпіонату України з футболу — система нагород, які вручаються провідним клубам найвищого футбольного дивізіону України.

## Історична довідка
Окрім головного призу футболу України — спеціального Кубка за перемогу в найвищій лізі чемпіонату, провідні команди отримують інші нагороди. В різні періоди за наслідком змін формату турніру система призів зазнавала змін. Загалом у офіційних документах ФФУ, ПФЛ та УПЛ (організацій, які почергово відповідали за проведення чемпіонату України в найвищій лізі) згадуються п’ять додаткових призів: золотий Трофей Незалежності (найкращим командам груп), бронзовий Трофей стрибка (найкращій команді-дебютанту), золотий Трофей осені (найкращій команді першого кола), золотий Трофей Тризуба (найкращій команді I етапу; цю нагороду вручав національний Держкомспорт) та срібний Трофей престижу (найкращій команді другої шістки).

## Список
| Сезон   | Приз                                              |
| ------- | ------------------------------------------------- |
| 1992    | Трофей Незалежності (найкращим командам груп)     |
| 1992    | «Таврія», «Динамо»                                |
| 1992    | Трофей стрибка (найкращій команді-дебютанту)      |
| 1992    | «Таврія»                                          |
| 1992/93 | Трофей осені (найкращій команді першого кола)     |
| 1992/93 | «Дніпро»                                          |
| 1992/93 | Трофей стрибка (найкращій команді-дебютанту)      |
| 1992/93 | «Кривбас»                                         |
| 1993/94 | Трофей осені (найкращій команді першого кола)     |
| 1993/94 | «Динамо»                                          |
| 1993/94 | Трофей стрибка (найкращій команді-дебютанту)      |
| 1993/94 | «Темп»                                            |
| 1994/95 | Трофей осені (найкращій команді першого кола)     |
| 1994/95 | «Динамо» (2-й титул)                              |
| 1994/95 | Трофей стрибка (найкращій команді-дебютанту)      |
| 1994/95 | «Прикарпаття»                                     |
| 1995/96 | Трофей осені (найкращій команді першого кола)     |
| 1995/96 | «Динамо» (3)                                      |
| 1995/96 | Трофей стрибка (найкращій команді-дебютанту)      |
| 1995/96 | ЦСКА-Борисфен                                     |
| 1996/97 | Трофей осені (найкращій команді першого кола)     |
| 1996/97 | «Динамо» (4)                                      |
| 1996/97 | Трофей стрибка (найкращій команді-дебютанту)      |
| 1996/97 | «Ворскла»                                         |
| 1997/98 | Трофей осені (найкращій команді першого кола)     |
| 1997/98 | «Динамо» (5)                                      |
| 1997/98 | Трофей стрибка (найкращій команді-дебютанту)      |
| 1997/98 | «Металург» Д.                                     |
| 1998/99 | Трофей осені (найкращій команді першого кола)     |
| 1998/99 | «Динамо» (6)                                      |
| 1998/99 | Трофей стрибка (найкращій команді-дебютанту)      |
| 1998/99 | «Металіст»                                        |
| 1999/00 | Трофей осені (найкращій команді першого кола)     |
| 1999/00 | «Динамо» (7)                                      |
| 1999/00 | Трофей стрибка (найкращій команді-дебютанту)      |
| 1999/00 | «Чорноморець»                                     |
| 2000/01 | Трофей осені (найкращій команді першого кола)     |
| 2000/01 | «Шахтар»                                          |
| 2000/01 | Трофей стрибка (найкращій команді-дебютанту)      |
| 2000/01 | «Сталь» Ал.                                       |
| 2001/02 | Трофей осені (найкращій команді першого кола)     |
| 2001/02 | «Динамо» (8)                                      |
| 2001/02 | Трофей стрибка (найкращій команді-дебютанту)      |
| 2001/02 | «Поліграфтехніка»                                 |
| 2002/03 | Трофей осені (найкращій команді першого кола)     |
| 2002/03 | «Шахтар» (2)                                      |
| 2002/03 | Трофей стрибка (найкращій команді-дебютанту)      |
| 2002/03 | «Волинь»                                          |
| 2003/04 | Трофей осені (найкращій команді першого кола)     |
| 2003/04 | «Шахтар» (3)                                      |
| 2003/04 | Трофей стрибка (найкращій команді-дебютанту)      |
| 2003/04 | «Борисфен»                                        |
| 2004/05 | Трофей осені (найкращій команді першого кола)     |
| 2004/05 | «Шахтар» (4)                                      |
| 2004/05 | Трофей стрибка (найкращій команді-дебютанту)      |
| 2004/05 | «Металіст» (2)                                    |
| 2005/06 | Трофей осені (найкращій команді першого кола)     |
| 2005/06 | «Динамо» (9)                                      |
| 2005/06 | Трофей стрибка (найкращій команді-дебютанту)      |
| 2005/06 | «Сталь» Ал. (2)                                   |
| 2006/07 | Трофей осені (найкращій команді першого кола)     |
| 2006/07 | «Динамо» (10)                                     |
| 2006/07 | Трофей стрибка (найкращій команді-дебютанту)      |
| 2006/07 | «Карпати»                                         |
| 2007/08 | Трофей осені (найкращій команді першого кола)     |
| 2007/08 | «Шахтар» (5)                                      |
| 2007/08 | Трофей стрибка (найкращій команді-дебютанту)      |
| 2007/08 | «Нафтовик-Укрнафта»                               |
| 2008/09 | Трофей осені (найкращій команді першого кола)     |
| 2008/09 | «Динамо» (11)                                     |
| 2008/09 | Трофей стрибка (найкращій команді-дебютанту)      |
| 2008/09 | «Іллічівець»                                      |
| 2009/10 | Трофей осені (найкращій команді першого кола)     |
| 2009/10 | «Динамо» (12)                                     |
| 2009/10 | Трофей стрибка (найкращій команді-дебютанту)      |
| 2009/10 | «Оболонь»                                         |
| 2010/11 | Трофей осені (найкращій команді першого кола)     |
| 2010/11 | «Шахтар» (6)                                      |
| 2010/11 | Трофей стрибка (найкращій команді-дебютанту)      |
| 2010/11 | «Волинь» (2)                                      |
| 2011/12 | Трофей осені (найкращій команді першого кола)     |
| 2011/12 | «Динамо» (13)                                     |
| 2011/12 | Трофей стрибка (найкращій команді-дебютанту)      |
| 2011/12 | «Чорноморець» (2)                                 |
| 2012/13 | Трофей осені (найкращій команді першого кола)     |
| 2012/13 | «Шахтар» (7)                                      |
| 2012/13 | Трофей стрибка (найкращій команді-дебютанту)      |
| 2012/13 | «Говерла»                                         |
| 2013/14 | Трофей осені (найкращій команді першого кола)     |
| 2013/14 | «Металіст»                                        |
| 2013/14 | Трофей стрибка (найкращій команді-дебютанту)      |
| 2013/14 | «Севастополь»                                     |
| 2014/15 | Трофей осені (найкращій команді першого кола)     |
| 2014/15 | «Динамо» (14)                                     |
| 2014/15 | Трофей стрибка (найкращій команді-дебютанту)      |
| 2014/15 | «Олімпік»                                         |
| 2015/16 | Трофей осені (найкращій команді першого кола)     |
| 2015/16 | «Шахтар» (8)                                      |
| 2015/16 | Трофей стрибка (найкращій команді-дебютанту)      |
| 2015/16 | «Олександрія» (2)                                 |
| 2016/17 | Трофей Тризуба (найкращій команді I етапу)        |
| 2016/17 | «Шахтар»                                          |
| 2016/17 | Трофей престижу (найкращій команді другої шістки) |
| 2016/17 | «Ворскла»                                         |
| 2016/17 | Трофей стрибка (найкращій команді-дебютанту)      |
| 2016/17 | «Зірка»                                           |
| 2017/18 | Трофей Тризуба (найкращій команді I етапу)        |
| 2017/18 | «Шахтар» (2)                                      |
| 2017/18 | Трофей престижу (найкращій команді другої шістки) |
| 2017/18 | «Олександрія»                                     |
| 2017/18 | Трофей стрибка (найкращій команді-дебютанту)      |
| 2017/18 | «Маріуполь» (2)                                   |
| 2018/19 | Трофей Тризуба (найкращій команді I етапу)        |
| 2018/19 | «Шахтар» (3)                                      |
| 2018/19 | Трофей престижу (найкращій команді другої шістки) |
| 2018/19 | «Ворскла» (2)                                     |
| 2018/19 | Трофей стрибка (найкращій команді-дебютанту)      |
| 2018/19 | «Десна»                                           |
| 2019/20 | Трофей Тризуба (найкращій команді I етапу)        |
| 2019/20 | «Шахтар» (4)                                      |
| 2019/20 | Трофей престижу (найкращій команді другої шістки) |
| 2019/20 | «Дніпро-1»                                        |
| 2019/20 | Трофей стрибка (найкращій команді-дебютанту)      |
| 2019/20 | «Колос»                                           |